# Ньєрун
Ньєр́ун — богиня сліз у скандинавській міфології. Ньєрун згадується у кьонінгах «Промови Альвіса», а також у Старшій та Молодшій Еддах (в списку імен).

## Наукові теорії
Теорії, що стосуються її імені та функції в пантеоні, вказують на етимологічний зв'язок зі скандинавським богом Ньйордом та римською богинею Неріо і сестрою-жінкою Ньйорда. Згідгно евгемеричного трактування божеств Сноррі Стурлусона в «Сазі про інглінгів» з циклу «Кола земного» до прибуття Асів, бог Нйорд перебував серед Ванів і був одружений зі своєю сестрою.
«Коли Ньйорд був у Ванів, він був одружений зі своєю сестрою, бо такий був там звичай. Їх дітьми були Фрейр і Фрейя. А в Асів був заборонений шлюб з близькими родичами».
Ньорун — «таємнича … фігура», про яку нічого не відомо; Енді Орчард передбачає, що вона може бути фіктивною.

## Етимологія
Жіночий аналог Ньйорда підходить для пояснення невідповідності статі між Нертою Тацита і давньоскандинавським богом Ньйордом: "можливо, що стара Земля-Мати (Нерта) і постає неназваною сестрою Ньйорда. Альберт Морі Стуртевант порівнює Ньєрун з давноскандинавською богинею Гевьон. Стуртевант підкреслює, що тільки ці два імені богинь з усього скандинавського корпусу закінчуються суфіксом -un. Дослідник також передбачає можливий зв'язок між Ньєрун, Нертою і Ньйордом через основу * ner.
У своєму дослідженні богині Фрейї Брітт-Мері Несстрьом також зазначає, що, як і назва Njärð, ім'я Ньєрун є жіночою формою імені Ньйорда. Несстрьом робить висновок, що: «Нерта стала в Скандинавії жіночим персонажем з ім'ям * Njärð, представленої топонімом, або Ньєрун, які з'являтимуться в кьонінгах. Це ім'я поступово було забуто з піднесенням Фрейї».